# 와카야나기촌
와카야나기촌(若柳村)은 1955년까지 이와테현 이사와군에 존속했던 촌이다.

## 연혁
- 1889년 4월 1일 - 정촌제 시행과 함께 이사와군 와카야나기촌이 성립하였다.
- 1955년 4월 1일 - 오야마촌, 나쓰타촌과 합병해 이사와촌이 되었다.

## 참고 서적
- 『이와테현 정촌 합병지』(이와테현 총무부 지방과, 1957년)